# Miruts Yifter
Miruts Yifter ook wel Muruse Yefter (Adigrat, 15 mei 1944 – Toronto, 23 december 2016) was een Ethiopische atleet, die gespecialiseerd was in de lange afstand. Hij liep in 1977 een wereldrecord op de halve marathon en nam deel aan twee Olympische Spelen, waarop hij tweemaal goud en eenmaal brons veroverde.

## Biografie

### Looptalent ontwikkeld in militaire dienst
Hoewel Yifter pas rond zijn twintigste echt geïnteresseerd raakte in het hardlopen, bleek hij er al vroeg goed in. "In mijn thuisomgeving in Tigray zat ik als kind, samen met andere jongens, al achter de apen aan. Daarbij rende ik dan zo hard, dat mijn ouders bang waren dat ik een hartaanval zou krijgen. Later, toen ik succesvol werd in het hardlopen, kregen zij een positievere, meer enthousiasmerende kijk op mijn sport." Voor het zover was moest Yifter echter meehelpen om geld te verdienen, "vanwege de armoede in ons gezin. Ik had zelden voldoende te eten." Zo werkte hij in zijn jeugd als vrachtwagenchauffeur bij verschillende bedrijven. In die tijd stond hij vaak op het punt om het hardlopen er maar aan te geven.
Het keerpunt kwam toen de bekende coach Nigusse Ruba in 1968, kort voor de Olympische Spelen in Mexico, naar Asmara kwam, de tegenwoordige hoofdstad van Eritrea, waar Yifter toen inmiddels woonde en waar hij vaak hardloopwedstrijdjes liep tegen schoolkinderen, "zo maar, zonder speciale reden, gewoon omdat ik het leuk vond om hard te lopen." Ruba zag hem lopen en haalde hem over om naar Addis Abeba te komen en in dienst te treden van de Ethiopische Luchtmacht, waar zijn talent als langeafstandsloper verder tot ontwikkeling kwam.

### Te laat voor de 5000 m
Zijn eerste internationale succes boekte Yifter in 1970, toen hij op de Oost- en Centraal-Afrikaanse kampioenschappen een bronzen medaille veroverde op de 10.000 m. Een jaar later maakte hij deel uit van het Afrikaanse team dat tegen de Verenigde Staten uitkwam. Op de 5000 m ging hij er twee ronden voor het einde als een haas vandoor, maar met nog een ronde te gaan klonk er een pistoolschot in plaats van een bel. Yifter veronderstelde dat het schot het einde van de race betekende en stopte. Een dag later maakte hij zijn fout goed door de 10.000 m te winnen, waarbij hij onder anderen de Amerikaanse kampioen op de 10.000 m Frank Shorter versloeg.
Op de Olympische Spelen van 1972 in München werd Yifter derde op de 10.000 m achter Lasse Virén, die won in de wereldrecordtijd van 27.38,4, en Miel Puttemans, tweede in 27.39,6. Bij de 5000 m verscheen hij te laat aan de start. De oorzaak daarvan kwam later aan het licht: een Beierse ordebewaarder had hem aan de ingang tegengehouden onder het motto: 'Hier komt u niet in...' Toen de vijfde voorronde van de 5000 m werd gestart, stond Yifter nog steeds aan de poort.
Zijn eerste belangrijke titel vergaarde Yifter in 1973, toen hij op de Afrikaanse Spelen kampioen werd op de 10.000 m. Hij voegde er op dat toernooi ook nog een zilveren medaille op de 5000 m aan toe.
Yifter moest acht jaar wachten om opnieuw naar een olympische titel te dingen. Aan de Olympische Spelen van 1976 in Montreal nam hij namelijk niet deel, omdat zijn land samen met alle Afrikaanse landen de Olympische Spelen boycotte.

### Olympisch dubbelkampioen
Op de Olympische Spelen van 1980 in Moskou nam hij op de 10.000 m 300 meter voor de finish de leiding en won de wedstrijd met tien seconden voorsprong. Vijf dagen later werd hij 300 meter voor de finish van de 5000 m ingesloten, maar toen maakte zijn landgenoot Mohammed Kedir toch plaats, waardoor hij de wedstrijd kon winnen.

### Net geen wereldrecord
In 1977 realiseerde Miruts Yifter op de 5000 m zijn persoonlijk beste tijd. Tijdens de wedstrijden om de wereldbeker in Düsseldorf werd van tevoren verwacht, gezien het sterke lopersveld, dat een wereldrecord erin zat. Ondanks goed kopwerk van de Duitser Karl Flechen, de Brit Nick Rose en forse tegenstand in de eindfase van de Amerikaan Marty Liquori en de Australiër David Fitzsimmons, won de Ethiopiër de race ten slotte in 13.13,82, waarmee hij het wereldrecord op deze afstand van de Nieuw-Zeelander Dick Quax met slechts 0,9 seconde miste.

### Geheim
Een van de grote geheimen tijdens de Olympische Spelen van Moskou was Yifters leeftijd. Men schatte zijn leeftijd tussen de 33 en 42 jaar. Yifter zelf weigerde hierop het antwoord te geven aan de verslaggevers: "Men kan mijn kippen stelen. Men kan mijn schapen stelen, maar men kan niet mijn leeftijd stelen." Desondanks werd later zijn juiste geboortedatum vastgesteld: 15 mei 1944.
Na afloop van zijn sportcarrière maakte Yifter een carrière in het leger als militair. In de loop van de jaren negentig emigreerde hij echter naar Canada, waar hij zich als atletiektrainer vestigde.

### Overlijden
Op 23 december 2016 overleed Yifter in een ziekenhuis in Toronto aan de gevolgen van een klaplong, waardoor hij al meer dan een jaar aan het bed gekluisterd was.
Miruts Yifter was een bron van inspiratie voor de latere generatie grote Ethiopische atleten, onder wie Haile Gebrselassie.

## Titels
- Olympisch kampioen 5000 m - 1980
- Olympisch kampioen 10.000 m - 1980
- Afrikaanse Spelen kampioen 10.000 m - 1973
- Oost- en Centraal-Afrikaans kampioen 5000 m - 1975, 1976
- Oost- en Centraal-Afrikaans kampioen 10.000 m - 1975, 1976
- Afrikaans kampioen 5000 m - 1979
- Afrikaans kampioen 10.000 m - 1979

## Persoonlijke records
| Onderdeel      | Prestatie | Datum            | Plaats     |
| -------------- | --------- | ---------------- | ---------- |
| 1500 m         | 3.48,3    |                  |            |
| 5000 m         | 13.13,82  | 4 september 1977 | Düsseldorf |
| 10.000 m       | 27.40,96  | 3 september 1972 | München    |
| halve marathon | 1:02.57   | 6 februari 1977  | Coamo      |

## Palmares

### 5000 m
- 1973:  Afrikaanse Spelen - 14.07,57
- 1975:  Oost- en Centraal-Afrikaanse kamp. - 13.50,6
- 1976:  Oost- en Centraal-Afrikaanse kamp. - 13.43,3
- 1977:  Wereldbeker - 13.18,82
- 1979:  Wereldbeker - 13.35,9
- 1980:  OS - 13.20,91

### 10.000 m
- 1972:  OS - 27.40,96
- 1973:  Afrikaanse Spelen - 29.04,6
- 1975:  Oost- en Centraal-Afrikaanse kamp. - 29.04,4
- 1976:  Oost- en Centraal-Afrikaanse kamp. - 28.26,4
- 1977:  Wereldbeker - 28.32,31
- 1979:  Wereldbeker - 27.53,07
- 1980:  OS - 27.42,69

1912: Hannes Kolehmainen ·
1920: Joseph Guillemot ·
1924: Paavo Nurmi ·
1928: Ville Ritola ·
1932: Lauri Lehtinen ·
1936: Gunnar Höckert ·
1948: Gaston Reiff ·
1952: Emil Zátopek ·
1956: Vladimir Koets ·
1960: Murray Halberg ·
1964: Bob Schul ·
1968: Mohammed Gammoudi ·
1972: Lasse Virén ·
1976: Lasse Virén ·
1980: Miruts Yifter ·
1984: Saïd Aouita ·
1988: John Ngugi ·
1992: Dieter Baumann ·
1996: Vénuste Niyongabo ·
2000: Millon Wolde ·
2004: Hicham El Guerrouj ·
2008: Kenenisa Bekele ·
2012: Mo Farah ·
2016: Mo Farah ·
2020: Joshua Cheptegei ·
2024: Jakob Ingebrigtsen
1912: Hannes Kolehmainen ·
1920: Paavo Nurmi ·
1924: Ville Ritola ·
1928: Paavo Nurmi ·
1932: Janusz Kusociński ·
1936: Ilmari Salminen ·
1948: Emil Zátopek ·
1952: Emil Zátopek ·
1956: Vladimir Koets ·
1960: Pjotr Bolotnikov ·
1964: Billy Mills ·
1968: Naftali Temu ·
1972: Lasse Virén ·
1976: Lasse Virén ·
1980: Miruts Yifter ·
1984: Alberto Cova ·
1988: Brahim Boutayeb ·
1992: Khalid Skah ·
1996: Haile Gebrselassie ·
2000: Haile Gebrselassie ·
2004: Kenenisa Bekele ·
2008: Kenenisa Bekele ·
2012: Mo Farah ·
2016: Mo Farah ·
2020: Selemon Barega ·
2024: Joshua Cheptegei